# Jevgenij Sitochin
Jevgenij Sitochin est un acteur et metteur en scène autrichien, né le 14 avril 1959 à Leninsk de l’Oblast de Volgograd.

## Filmographie partielle

### Films
- 2001 : Amour secret (Stille Liebe), de Christoph Schaub : Joris
- 2004 : La Mort dans la peau, de Paul Greengrass
- 2010 : Poll, de Chris Kraus : Hauptmann Karpow
- 2012 : Le Quatrième Pouvoir, de Dennis Gansel
- 2017 : Papa Moll, de Manuel Flurin Hendry : Rasputin, le dresseur de chien
- 2017 : Sur les traces du passé de Nick Baker-Monteys : Nikolaï
- 2017 : Les vieux espions vous saluent bien (Kundschafter des Friedens) de Robert Thalheim

### Téléfilm
- 2006 : Ce n'étaient pas tous des assassins de Jo Baier.